# Испика
Испика (итал. Ispica) — коммуна в Италии, располагается в регионе Сицилия, подчиняется административному центру Рагуза.
Население составляет 14 758 человек (на 2004 г.), плотность населения составляет 127 чел./км². Занимает площадь 113,5 км². Почтовый индекс — 97014. Телефонный код — 0932.
Покровителем коммуны почитается Пресвятая Богородица. Праздник ежегодно празднуется 16 июля.

## Знаменитые личности
30 января 1877 года здесь родилась блаженная Мария Распятия (в миру Роза Курчо), блаженная римско-католической церкви, монахиня, основательница Конгрегации Сестёр Кармелиток Миссионерок Святой Терезы Младенца Иисуса (СCMSTBG).